# كفر ميت فارس
قرية كفر ميت فارس هي إحدى القرى التابعة لمركز بنى عبيد في محافظة الدقهلية في جمهورية مصر العربية. حسب إحصاءات سنة 2006، بلغ إجمالي السكان في كفر ميت فارس 5102 نسمة، منهم 2656 رجل و2446 امرأة.